# Горжички
Горжички (чеш. Hořičky) — чешская община (муниципалитет) в районе Наход на полпути между городами Ческа-Скалице и Упице, недалеко от Бабушкиной долины в Ратиборжице, которая получила свое название от романа «Бабушка», автором которого является чешская писательница Божена Немцова.

## География

### Части
- Горжички (Hořičky)
- Chlístov
- Končiny
- Кршижанов (Křižanov)
- Мечов (Mečov)
- Nový Dvůr
- Kalousov

В 1960—1990 годах в составе муниципалитета Горжички:
Литоборж
В 1985—1990 гг.были в составе муниципалитета Горжички:
- Светла
- Уездец

## История
Первое письменное упоминание о селении Горжички относится к 1357 году, когда его владельцем был рыцарь Лудгер из Горжичек. В 1849 году Горжички получили статус муниципалитета. В XIX и XX векe появилось большое развитие Горжичек (в 1801 г. новая деревянная школа, в 1828 г. новая школа построена из камня, в 1846 г. основана местная библиотека, в 1869 г. любительский театр, в 1870 г. почта, в 1881 г. добровольная пожарная охрана, в 1885 г. кредитный союз «Občanská záložna», в 1890 г. врач общей практики, в 1894—1895 гг. санаторий на заживление переломов Алоиса Кутика, в 1897 г. телеграф, в 1899 г. сокольское движение, в 1901 г. новая школа, в 1901—1945 гг. станция жандармерии, в 1904 г. телефон, в 1925 г. внедрение электрической энергии и автобусного транспорта, в 1928 г. система водоснабжения, в 1949 г. сельскохозяйственный кооператив, в 1952—2007 гг. школа-интернат для глухих и слабослышащих детей, в 1975 г. магазин самообслуживания, в 2013—2014 гг. строительство канализации и системы водоочистки, в 2013 г. первое ежегодное мероприятие «Резчики по дереву бензопилой»,чеш. „Dřevořezbáři s motorovou pilou“, в 2014 г. первое ежегодное мероприятие «Маленький фольклорный фестиваль Горжички» чеш. „Folklorní festiválek Hořičky“).

## Население
| Год  | Численность | Численность |
| ---- | ----------- | ----------- |
| 1869 | 1139        | [ 8 ]       |
| 1880 | 1098        | [ 8 ]       |
| 1890 | 1079        | [ 8 ]       |
| 1900 | 985         | [ 8 ]       |
| 1910 | 874         | [ 8 ]       |
| 1921 | 824         | [ 8 ]       |
| 1930 | 780         | [ 8 ]       |
| 1950 | 563         | [ 8 ]       |
| 1961 | 575         | [ 8 ]       |
| 1970 | 555         | [ 8 ]       |
| 1980 | 502         | [ 8 ]       |
| 1991 | 459         | [ 8 ]       |
| 2001 | 489         | [ 8 ]       |
| 2014 | 539         | [ 9 ]       |
| 2016 | 547         | [ 10 ]      |
| 2017 | 553         | [ 11 ]      |
| 2018 | 551         | [ 12 ]      |
| 2019 | 566         | [ 13 ]      |
| 2020 | 560         | [ 14 ]      |
| 2021 | 579         | [ 15 ]      |
| 2022 | 573         | [ 16 ]      |
| 2023 | 582         | [ 17 ]      |
| 2024 | 586         | [ 18 ]      |
| 2025 | 581         | [ 3 ]       |

## Достопримечательности
- Церковь Святого Духа (1714—1715)[19]
- Дом священника (первоначально деревянный объект, в 1743 г. восстановлен первый этаж, в 1800 г. дом снесен и построен из камня)[20]
- Башня колокола (1825—1829)[21]
- Статуя Святого Яна Непомуцкого (1893 г.)
- Каменный постамент с железным крестом возле дома № 37 (1866 г.)
- Каменный крест возле дома № 87 (1780 г.)
- Мемориальная доска в память о пребывании Юлиуса Зейера в 1868, 1869 и 1871 г. (торжественное открытие 12 июля 1931 г.)
- Памятник целителю Антонину Пиху (торжественное открытие 8 июля 1928 г.)
- Гуситская колокольня (1936 г.)
- Смотровая площадка Барунки (1965—1966, введена в строй 21 июня 1966)